# Lestrem
Lestrem är en kommun i departementet Pas-de-Calais i regionen Hauts-de-France i norra Frankrike. Kommunen ligger i kantonen Laventie som tillhör arrondissementet Béthune. År 2022 hade Lestrem 5 041 invånare.

## Befolkningsutveckling
Antalet invånare i kommunen Lestrem
| Referens: INSEE |